# GAZ-53

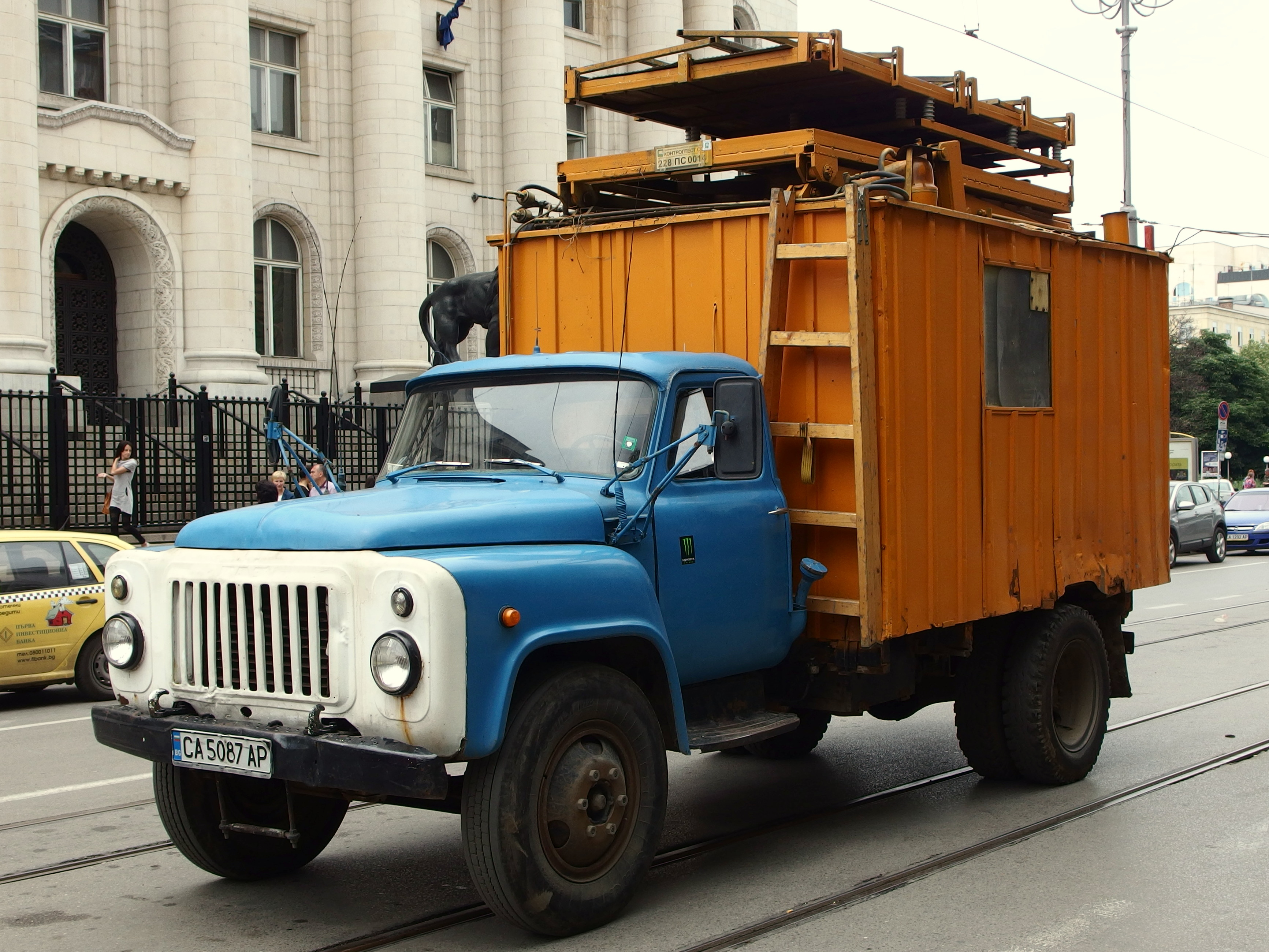
Montážní plošina na podvozku GAZ-53

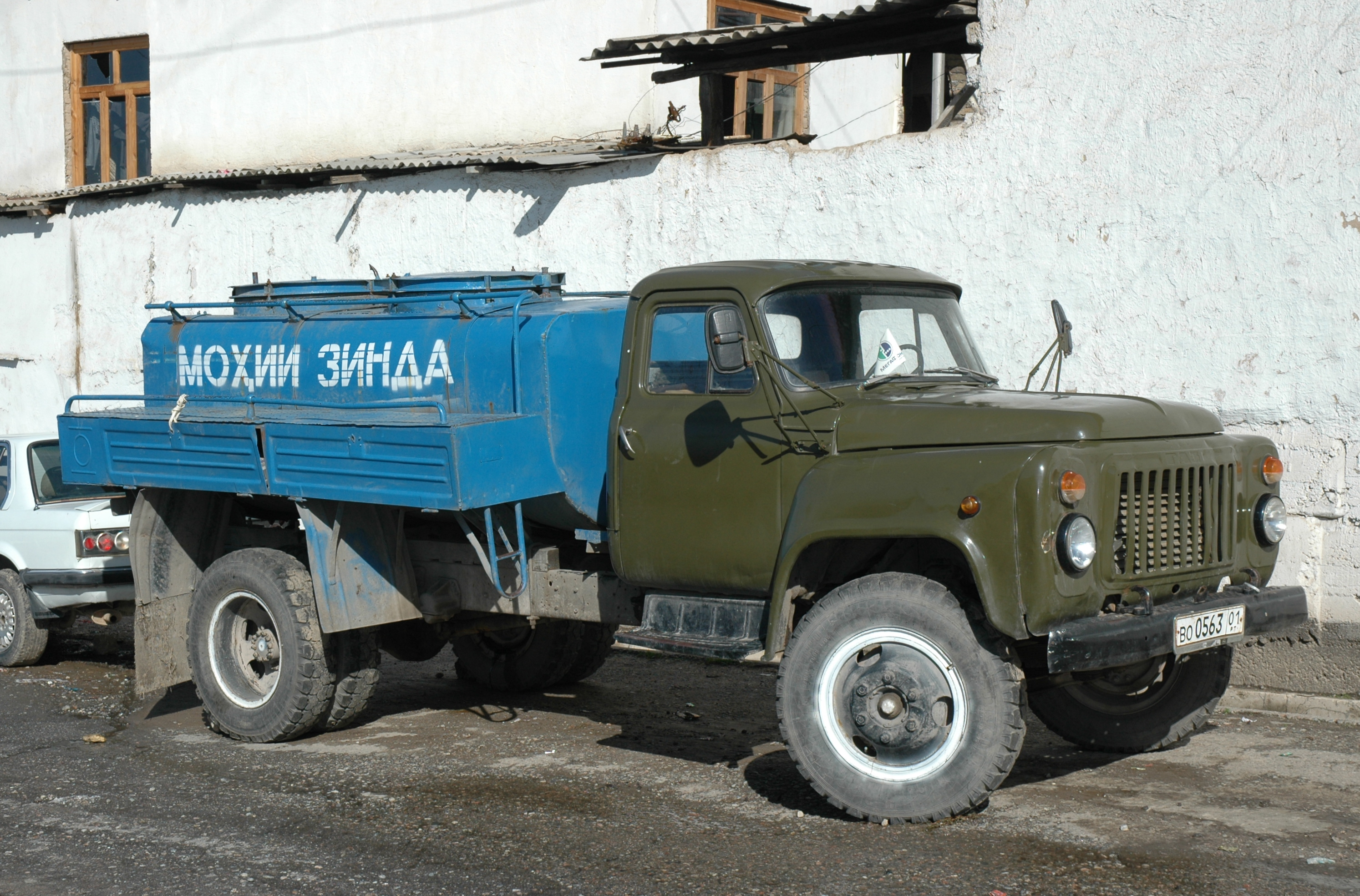
Cisterna

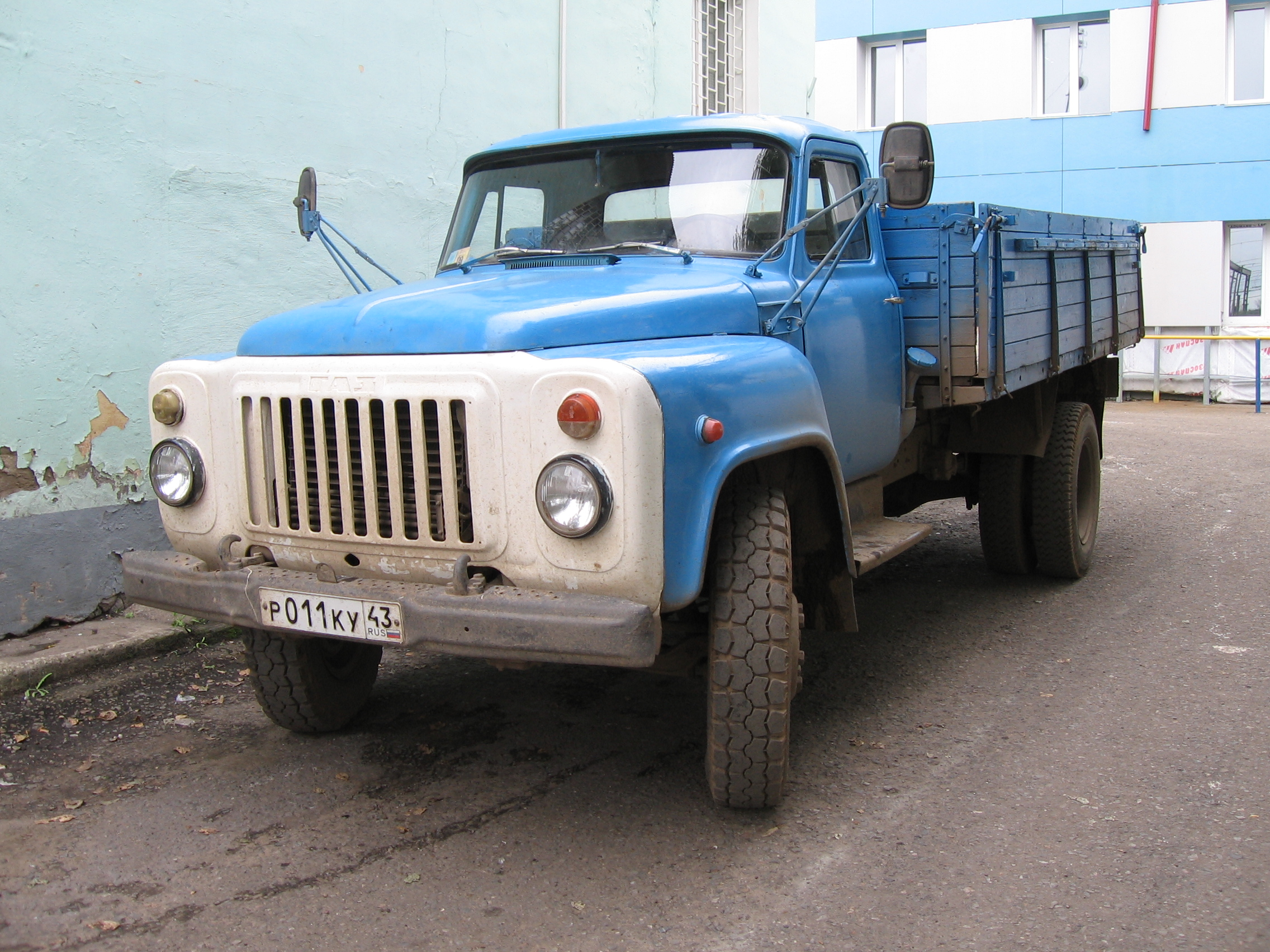
Valníkové provedení GAZ-53

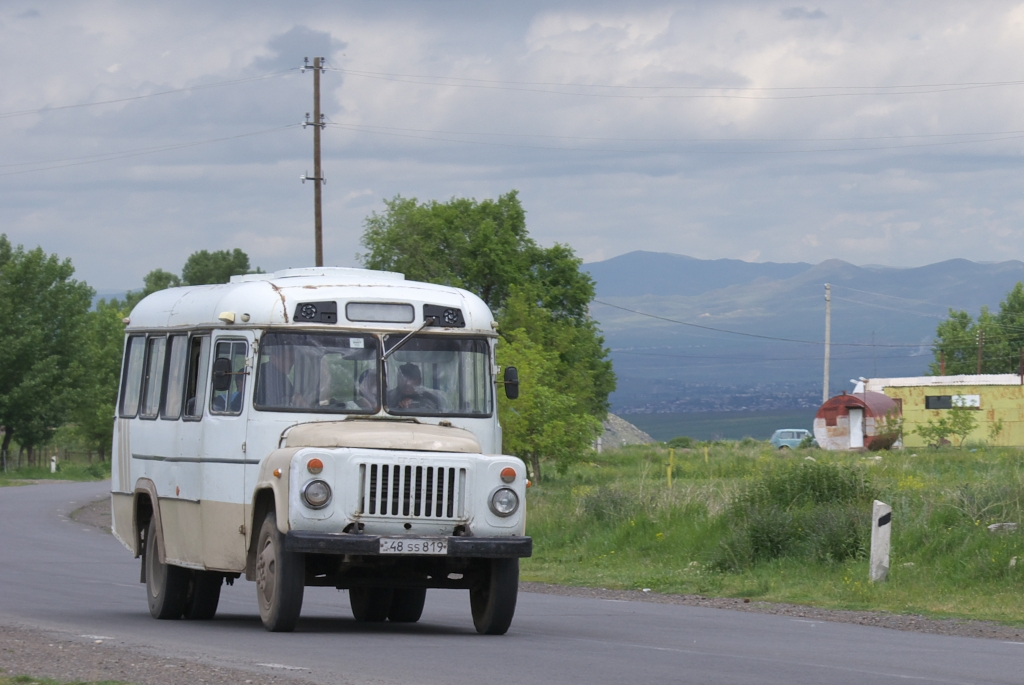
Autobus KavZ-685

GAZ-53 byl sovětský nákladní automobil střední nosnosti. Sériově byl vyráběn Gorkovským automobilovým závodem (rusky: ГАЗ - Горьковский автомобильный завод) v letech 1961 až 1993. Definitivně byla výroba ukončena v roce 1997.
Tento vůz byl vlastně třetí generací (po GAZ-AA/MM a GAZ-51) střednětonážních nákladních automobilů GAZ. Jednotlivé modifikace byly postupně označeny: GAZ-53F (1961 – 1967), GAZ-53A (1965 – 1983), GAZ-53-12 (1983 – 1993). GAZ-53 v různých provedeních byl ve své době jedním z nejpočetnějších vozů na sovětských silnicích. Celkově bylo vyrobeno více než čtyři miliony kusů. 
Souběžně byl v letech 1966 až 1989 vyráběn také GAZ-52, hybridní model s šestiválcovým řadovým motorem, pocházejícím z vozu GAZ-51. Kabina řidiče byla shodná u modelů GAZ-52 i GAZ-53.

## Základní popis typové řady
Do modelové řady nákladních automobilů GAZ šedesátých a sedmdesátých let dvacátého století patřil GAZ-52 s nosností 2,5 tuny, GAZ-53 s nosností 3,0 tuny (později byla nosnost zvýšena na 3,5; 4,0 a 4,5 tuny), jedenapůltunový GAZ-56 (sériově se nevyráběl) a plněpohonné automobily GAZ-62 s nosností 1,2 tuny a GAZ-66 nosnosti 2 tuny. Provedení GAZ-53F z roku 1963 mělo nosnost 3,5 tuny, později sníženou na 3 tuny. 
Automobily GAZ typové řady 52/53 měly jednotnou kabinu. Přístrojová deska u GAZ-53F neměla ampérmetr a tlakoměr oleje. Místo nich byly jen kontrolky. Kabiny prvních GAZ-53A byly vybaveny hodinami. Podle masky chladiče lze rozlišit tři základní provedení:
- Vzhledové řešení prvních sérií odpovídalo vzhledu vozů ZIL-130. Hlavní světlomety nahoře, směrové svítilny dole. V tomto vzhledu se vyráběl jak GAZ-52-03, tak GAZ-53F.
- Od roku 1965 byly hlavní světlomety přemístěny dolů, směrové svítilny nahoru.
- Od června 1984 přišlo do výroby poslední provedení, otvory masky chladiče se protáhly, směrové svítilny byly posunuty k vnějšímu okraji masky.

V roce 1985 se na všech vozech řady 52/53 standardně montovaly nové sdružené svítilny (směrové a obrysové), dvoužárovkové, nesymetricky dělené s barevným rozlišením krytů. Viditelné rozdíly mezi vozy GAZ-52 a GAZ-53 byly v použitých discích kol. GAZ-52 měl disky se šesti ventilačními otvory a pneumatikami rozměru 220-508 (7,50-20 palců), na GAZ-53 byly pneumatiky o něco většího rozměru 240-508 (8,25-20 palců) a disky měly jen tři ventilační otvory. Na posledních vozech GAZ-53F byly disky jen se dvěma otvory. 

## Technické charakteristiky vozu GAZ-53-12
- motor – 85 kW, 3 200 ot/min
- osmiválcový motor do V, čtyřtaktní, benzínový, obsah 4 254 cm²
- převodovka – manuální 4+1
- délka – 6 395 mm
- šířka – 2 280 mm
- výška – 2 190 mm
- rozvor – 3 700 mm
- světlá výška – 265 mm
- hmotnost – 3 200 kg
- nosnost – 4 500 kg
- pneumatiky – 8,25–20 palců
- objem palivové nádrže – 90 l
- max. rychlost na zpevněném povrchu – 90 km/h
- normovaná spotřeba při 40 km/h – 24 l/100 km

## Modifikace GAZ-53
- GAZ-53F (1961 – 1967) – valník a podvozek s modernizovaným motorem GAZ-51 s výkonem 60,5 kW, zadní nápravou GAZ-51 a převodem zadní nápravy z GAZ-63, nosnost 3,5/3 tuny, nejvyšší rychlost 75 km/h,
- GAZ-53 (1964 – 1965) – základní provedení nákladního vozu s osmiválcovým motorem do V typu ZMZ-53, výkon 85 kW, nejvyšší rychlost 85 km/h,
- GAZ-53A (1965 – 1983) – modernizovaná verze valníku s nosností 4 tuny,
- GAZ-53N (1966 – 1983) – vojenská verze GAZ-53A s dodatečnou palivovou nádrží na 105 l, předstartovním předehřevem a kompletem dodatečné výbavy,
- GAZ-53-02 – podvozek pro sklápěč GAZ-SAZ (SAZ-3503),
- GAZ-53-05 – sedlový tahač, nedostal se do sériové výroby,
- GAZ-53-40 (1971 – 1984) – prodloužený podvozek s řízením, ale bez kabiny, dodáváno Kurganskému autobusovému závodu pro montáž autobusové karoserie KAvZ-685, menší počty byly dodávány také závodu SemAR k montáží speciálních nástaveb,
- GAZ-53-50 – exportní verze GAZ-53A pro země s tropickým klimatem,
- GAZ-53-70 – exportní verze GAZ-53A pro země s mírným klimatem,
- GAZ-53-12 (1983 – 1993) – modernizovaná základní verze s motorem ZMZ-511 s výkonem 88,5 kW, nosností 4,5 tuny, nejvyšší rychlost 90 km/h,
- GAZ-53-19 (1984 – 1992) – verze upravená pro pohon LPG, výkon motoru 77 kW, nejvyšší rychlost 80 km/h,
- GAZ-53-27 (1984 – 1992) – verze upravená pro pohon CNG, výkon motoru 74 kW, nejvyšší rychlost 80 km/h.

## Speciální modifikace
- Automobilový žebřík AL-18(52-01)-L2 se vyráběl v Toržokském závodě protipožárního vybavení od roku 1967. Vozidlo bylo určeno k přepravě dvou členů obsluhy, k provádění záchranných a pomocných prací, hašení požárů v budovách výšky do šesti podlaží a k dopravě vody potrubím, upevněným na žebříku.
- MPR-9924 – mobilní opravárenská dílna

## Uplatnění v zahraničí
Vozy řady GAZ-53 byly exportovány do většiny zemí RVHP a dále například do Jugoslávie nebo Finska.
V letech 1967 až 1991 se vozy provedení GAZ-53A a GAZ-53-12 montovaly z dílů dodávaných z SSSR v továrně KTA Madara v bulharském městě Šumen. Vozy byly označeny jako Madara 400. Od počátku sedmdesátých let dvacátého století byly do těchto vozů montovány licenční dieselové motory Perkins o výkonu 59 kW (označení motoru D-3900A), vyráběné bulharským závodem Vasil Kolarov. Verze s licenčním motorem Perkins byly označeny: Madara 401 – valník, Madara 411.1 – sklápěč, Madara 421.1 – skříňový. Během osmdesátých let vznikalo v Bulharsku přibližně 3 000 vozů ročně.